# Івон Ле Ру
Івон Ле Ру (фр. Yvon Le Roux, нар. 19 квітня 1960, Плуворн) — французький футболіст, захисник.
Насамперед відомий виступами за клуби «Монако», «Нант» та «Олімпік» (Марсель), а також національну збірну Франції.

## Клубна кар'єра
У дорослому футболі дебютував 1977 року виступами за команду клубу «Брест», в якій провів шість сезонів, взявши участь у 166 матчах чемпіонату. 
Своєю грою за цю команду привернув увагу представників тренерського штабу клубу «Монако», до складу якого приєднався 1983 року. Відіграв за команду з Монако наступні два сезони своєї ігрової кар'єри. Більшість часу, проведеного у складі «Монако», був основним гравцем захисту команди.
У 1985 році уклав контракт з клубом «Нант», у складі якого провів наступні два роки своєї кар'єри гравця. Граючи у складі «Нанта», також здебільшого виходив на поле в основному складі команди.
З 1987 року два сезони захищав кольори команди клубу «Олімпік» (Марсель). Тренерським штабом нового клубу також розглядався як гравець «основи».
Завершив професійну ігрову кар'єру у клубі «Парі Сен-Жермен», за команду якого виступав протягом 1989—1990 років.

## Виступи за збірну
У 1983 році дебютував в офіційних матчах у складі національної збірної Франції. Протягом кар'єри у національній команді, яка тривала 7 років, провів у формі головної команди країни 28 матчів, забивши 1 гол.
У складі збірної був учасником чемпіонату Європи 1984 року у Франції, здобувши того року титул континентального чемпіона, чемпіонату світу 1986 року у Мексиці, на якому команда здобула бронзові нагороди.

## Титули і досягнення
- Володар Кубка Франції (2):

«Монако»: 1984-85
«Олімпік» (Марсель): 1988-89
- Чемпіон Франції (1):

«Олімпік» (Марсель): 1988-89
Збірні
- Чемпіон Європи: 1984
- Бронзовий призер чемпіонату світу: 1986